# Felicia Hemans
Felicia Dorothea Hemans (Liverpool, 25. rujna 1793. – Dublin, 16. svibnja 1835.) bila je engleska romantičarska pjesnikinja (koja se smatrala »Velšankom po posvojenju«). Dva stiha iz dviju njenih pjesama, The boy stood on the burning deck (»Dječak je stajao na gorućem molu«, iz pjesme Casabianca) i The stately homes of England (»Veličanstvene kuće engleske«, iz pjesme The Homes of England), postali su klasicima engleske književnosti.

## Rani život
Felicia Dorothea Browne bila je kći Felicity Wagner, čiji je otac, Benedict Paul Wagner (1718. – 1806.), predvodio poduzeće za uvoz vina na trgu Wolstenholme u Liverpoolu te služio kao mletački konzul grada. Njen otac, George Browne, radio je u tastovom poduzeću te ga naslijedio kao toskanskog konzula Britanskog Carstva u Liverpoolu. Felicia je bila četvrta od šestoro preživjele djece (tri dječaka i tri djevojčice). Njena sestra Harriet glazbeno je surađivala s njom te je bila urednica njenih Sabranih djela (7 tomova uz memoar, 1839.). Obitelj se zbog poduzeća odselila u Denbighshire u sjevernom Walesu, gdje je Felicia provela djetinjstvo. Živjeli su u kolibi u blizini dvorca Gwyrch kod Abergelea od Felicijine sedme do šesnaeste godine, kada su 1809. odselili u Bronwylfu u St Asaphu. Felicia je Wales kasnije nazvala »zemljo mojeg djetinjstva, mojeg doma i mojih pokojnika«. Lydia Sigoruney kazala je o Felicijinom obrazovanju:
Obrazovanje gđe Hemans po svojoj je prirodi bilo od pomoći razvitku njenog genija. Širok spektar klasičnih i poetskih studija, uz učenje nekoliko jezika, pridonijelo je ne samo duhovnoj ishrani, već i potrebnoj disciplini. Nije joj bila potrebna uzbudljivost javnijeg sustava kulture – zato što je nezatomljiva ljubav za znanjem bila učiteljica.
Hemans je vješto govorila velški, francuski, njemački, talijanski, španjolski i portugalski. Harriet je napisala kako je »jedno od njenih najranijih ukusa bila strast prema Shakespeareu, kojeg je u dobi od šest godina čitala kao najdražu razonodu«.

## Karijera
Hemansine prve pjesme, posvećene tadašnjem kraljeviću od Walesa, budućem Đuri IV., objavljene su u Liverpoolu 1808. godine kada je Feliciji bilo 14 godina. Pjesme su pobudile zanimanje Percyja Bysshea Shelleya, s kim je Felicia nakratko razmjenjivala pisma. Hemans je ubrzo napisala pjesme England and Spain (»Engleska i Španjolska«, 1808.), koja se bavila politikom Španjolskog rata za neovisnost, te The Domestic Affections (»Kućne dragosti«, 1812.). Unatoč naslovu zbirke, koji nije odabrala Hemans, mnoge pjesme u njoj dotiču se tema patriotizma i rata.
Važnije zbirke Hemansinog rada, koje uključuju The Forest Sanctuary (»Šumsko utočište«, 1825.), Records of Woman (»Zapisi o ženi«) i Songs of the Affections (»Pjesme o osjećanjima«, obje 1830.) bile su izrazito popularne. Hemans je mnoge radove prvo objavila u časopisima, što joj je omogućilo da zadrži pažnju javnosti i prilagodi se svojoj publici, a donijelo joj je i dodatnu zaradu. Mnoge njene pjesme bile su uporabljivane za školske recitacije, a kolekcije njenih radova bile su često i školske nagrade, osobito za djevojčice.
Njene posljednje knjige, objavljene 1834. godine, bile su Scenes and Hymns of Life i National Lyrics, and Songs for Music. Profesor na Adrian Collegeu Andrew Winckles nalaže kako njena kasnija, vjerski-orijentirana poezija, baš kao i ona ranija i politička, predstavlja zalaženje u sfere koje su tada bile javne te kojima su dominirali muškarci.
U vrijeme njene smrti, 1835. godine, Hemans je bila poznata figura engleske književnosti, visoko cijenjena među suvremenicima te vrlo čitana u SAD-u i UK-u. Rame uz rame Williamu Wordsworthu, Hemans se usko veže uz ideje kulture domaćinstva koje su oblikovale Viktorijansko doba.

## Osobni život
Dana 30. srpnja 1812. godine, Felicia Browne udala se za kapetana Alfreda Hemansa, irskog časnika nekoliko godina starijeg od nje. Udaja ju je odmakla od Walesa, u Daventry u Northhamptonshireu, gdje su živjeli do 1814. godine. Tijekom prvih 6 godina braka rodila je šestoricu sinova, među kojima su George W. Hemans i Charles Isidore Hemans, nakon čega se par rastao. Brak joj, međutim, nije prigušio književnu karijeru. Objavila je nekoliko zbirki poezije pod izdavačkom kućom Johna Murrayja između 1816. godine i rastave: The Restoration of the Works of Art to Italy (»Povratak umjetnina u Italiju«, 1816.) i Modern Greece (»Suvremena Grčka«, 1817.). Zbirka Tales and Historic Scenes (»Priče i povijesni prikazi«) objavljena je 1819. godine, iste godine kada se rastala od supruga.
Jedan od razloga iz kojih je Hemans uspijevala toliko pisati kao samohrana majka bio je da je njena majka, kod koje je živjela s djecom, obavljala veći dio kućanskih poslova. Pisanje je za Hemans bila financijska nužnost bez koje ne bi mogla uzdržavati sebe, svoju majku i svoju djecu. Dana 11. siječnja 1827. godine, Hemansina je majka preminula, što je dovelo do raspada kućanstva. Svoja dva najstarija sina Hemans je poslala u Rim k ocu, a sama je s mlađim sinovima odselila u predgrađe Liverpoola.
Počevši od 1831. godine, Hemans je živjela u Dublinu, koji joj je preporučen iz zdravstvenih razloga. Unatoč preseljenju, ostala je lošeg zdravlja. Preminula je 16. svibnja 1835. godine. Izvori nalažu da su ju usmrtili šarlah i tuberkuloza ili pak edem. Moguće je da je doživjela reumatsku groznicu i imala bolest srca te probleme s cirkulacijom. Sahranjena je u crkvi sv. Ann u Dublinu. William Wordsworth napisao joj je spomen-strofu, a strofe su joj posvetili i Letitia Elizabeth Landon, Lydia Huntley Sigourney i Walter Savage Landor. Sigourney je napisala i memoar za nju kao predgovor američkom izdanju Hemansinih Sabranih djela.

## Nasljeđe
Hemansine su pjesme objavljene u devetnaest zasebnih knjiga tijekom njena života, prvo u nakladi Johna Murrayja, a kasnije Blackwoodsa. Nakon njene smrti 1835. godine, djela su joj objavljena u brojnim drugim izdanjima, najčešće kao zbirke pojedinih tekstova umjesto dužih, anotiranih i integriranih serijala kakve su bile njene knjige. Za tadašnje pjesnikinje, poput Caroline Norton, Letitije Landon, Lydije Sigourney i Frances Harper, kao i za francusku pjesnikinju Amable Tastu te nijemicu Annette von Droste-Hülshoff, Hemans je bila vrijedan primjer. Mnogim je čitateljima pružala žensku perspektivu na ženske kušnje; drugima je bila pjesnički glas viktorijanske sentimentalnosti i patriotizma. Njena najuspješnija knjiga, Records of Woman (1828.), kronika je života mnogih žena, i poznatih i anonimnih. Predstavljajući primjere heroizma, pobune i otpora, Hemans povezuje ženskost sa »snagom osjećajnosti«. Djela koja je sama smatrala najvrijednijima uključuju nedovršenu zbirku Superstition and Revelation (»Praznovjerja i ukazanja«) te pamflet The Sceptic (»Skeptičar«), koji je zagovarao anglikanstvo približeno drugim svjetskim religijama i ženskome iskustvu.
Hemansina pjesma The Homes of England (1827.) iznjedrila je izraz stately home (danas približnog značenja »impozantna kuća«) koji se odnosi na engleske ruralne dvorove.
Unatoč tomu što su u njenim djelima uživali slavni suvremenici, njen status ozbiljne pjesnikinje postepeno je opadao, djelomice i zbog njenih uspjeha na književnom tržištu. Njena je poezija bila smatrana moralno uzornom i često je bila štivo školarcima, zbog čega je Hemans bila na glasu kao pjesnikinja za djecu. Učenici u SAD-u još su sredinom 20. stoljeća učili o njenoj pjesmi The Landing of the Pilgrim Fathers in New England (»Pristanak prvih doseljenika u Novu Englesku«). Do 21. stoljeća, The Stately Homes of England počelo je označavati parodiju Noëla Cowarda, no ne i nekoć slavnu pjesmu iz koje je ta parodija potekla.
Nastankom ženskih studija Hemansina je reputacija preispitana. Njen je rad zauzeo mjesto u standardnim antologijama, predavanjima, seminarima i studijama književnosti, osobito u SAD-u. Neke od njenih antologijskih pjesama uključuju The Image in Lava, Evening Prayer at a Girls' School, I Dream of All Things Free, Night-Blowing Flowers, Properzia Rossi, The Bride of the Greek Isle, The Wife of Asdrubal, The Last Song of Sappho, Corinne at the Capitol i The Coronation of Inez de Castro.

## Casabianca
Objavljena u kolovozu 1826. godine, Casabianca (poznata i kao The Boy stood on the Burning Deck) prikazuje kapetana Luc-Julien-Josepha Casabiancu i njegovog 12-godišnjeg sina Giocanta, žrtve Bitke za Nil s francuskog broda Orient. Pjesma je 1850-ih godina postala vrlo popularna te ju se učilo napamet u osnovnim školama u svrhu vježbe. Drugi pjesnici poput Elizabeth Bishop i Samuela Butlera aludiraju na pjesmu u vlastitim djelima.
Pjesma se pjeva u obliku balade (a-b-a-b) i govori o dječaku koji svog oca pita je li ispunio dužnost dok brod izgara, sve dok plamen ne zahvati barutanu. Hemans je napisala i dodatak pjesmi: »Mladi Casabianca, dječak od nekih 13 godina, sin admirala Orienta, ostao je na svojem položaju na brodu nakon što je požar izbio i nakon što su svi topovi bili napušteni, te je nestao s brodom u eksploziji nastaloj kada je vatra zahvatila barut.«
Znanstvenik i književnik Martin Gardner uključio je Casabiancu te jednu dječju parodiju pjesme u svoju kolekciju Best Remembered Poems (»Najpamćenije pjesme«). Michael R. Turner uključio ju je u svoju zbirku »bisera« Parlour Poetry iz 1967. godine. Drugi su autori pisali suvremene parodije osjetno vedrijeg tona, u kojima se dječaci najedu kikirikija i kruha, što je velik istup od dramatičnih pjesničkih slika u Hemansinoj Casabianci.

## Žensko samoubojstvo
Više likova iz Hemansinih pjesma odlučuje počiniti samoubojstvo umjesto trpjeti društvene, političke i osobne posljedice svojih loših životnih situacija. U Hemansino doba, ženske spisateljice često su bile podvojene između odabira staloženog života i karijere u književnosti. Hemans je uspijevala održavati oboje bez mnogo ruganja javnosti, ali se u njenim djelima svejedno pronalaze teme ženske smrti. Ženska samoubojstva u njenoj poeziji dotiču se istog društvenog problema koji je kulturološki i osobno proganjao samu Hemans: odabir između zatočeništva u domu i slobode izražavanja.
The Bride of the Greek Isle, The Sicilian Captive, The Last Song of Sappho i Indian Woman's Death Song neke su od Hemansinih najznačajnijih djela koja uključuju ženska samoubojstva. Svaka od pjesama prikazuje heroinu koju je muška sila – pirati, Vikinzi, neuzvraćena ljubav – prerano izdvojila iz njenog doma i natjerala na izbor između prihvaćanja novog stanja stvari i preuzimanja kontrole nad situacijom. Niti jedna od heroina ne prihvaća pasivno situaciju u kojoj su se pronašle, već si na koncu oduzimaju život kao pokušaj preuzimanja kontrole nad vlastitim životom ili pokušaj bijega iz položaja žrtve.

## Izabrana djela
- Poems by Felicia Dorothea Browne (1808.)
- »England and Spain; or, Valour and Patriotism« (1808.)
- The Domestic Affections and Other Poems (1812.)
- »Our Lady’s Well«
- »On the Restoration of the Works of Art to Italy« (dva izdanja, 1816.)
- »Modern Greece« (1817.)[64]
- Translations from Camoens; and Other Poets, with Original Poetry (1818.)
- Hymns on the Works of Nature, for the Use of Children
- Records of Woman: With Other Poems
- »The Better Land«
- The Vespers of Palermo (1823., drama)
- Casabianca (1826., pjesma)
- »Corinne at the Capitol«
- »Evening Prayer at a Girls' School«
- »A Farewell to Abbotsford«
- »The Funeral Day of Sir Walter Scott«
- »Hymn by the Sick-bed of a Mother«
- »Kindred Hearts«
- »The Last Song of Sappho«
- »Lines Written in the Memoirs of Elizabeth Smith«
- »The Rock of Cader Idris«
- »Stanzas on the Late National Calamity, On the Death of the Princess Charlotte«
- »Stanzas to the Memory of George III«
- »Thoughts During Sickness: Intellectual Powers«
- »To the Eye«
- »To the New-Born«
- »Woman on the Field of Battle«

## Vanjske poveznice
|  | Zajednički poslužitelj ima još gradiva o temi Felicia Hemans |

- Felicia Dorothea Hemans – Encyclopaedia Britannica
- Felicia Hemans na stranici A Celebration of Women Writers